# Смитис, Кэтрин
Кэтрин Смитис (англ. Catherine Smithies, урождённая Байуотер англ. Bywater, 1791 — 1878) — английский филантроп и борец за защиту животных, аболиционизм и трезвость. Она была создателем первой группы милосердия, которая способствовала обучению детей доброте по отношению к животным и стала у истоков групп милосердия.

## Биография

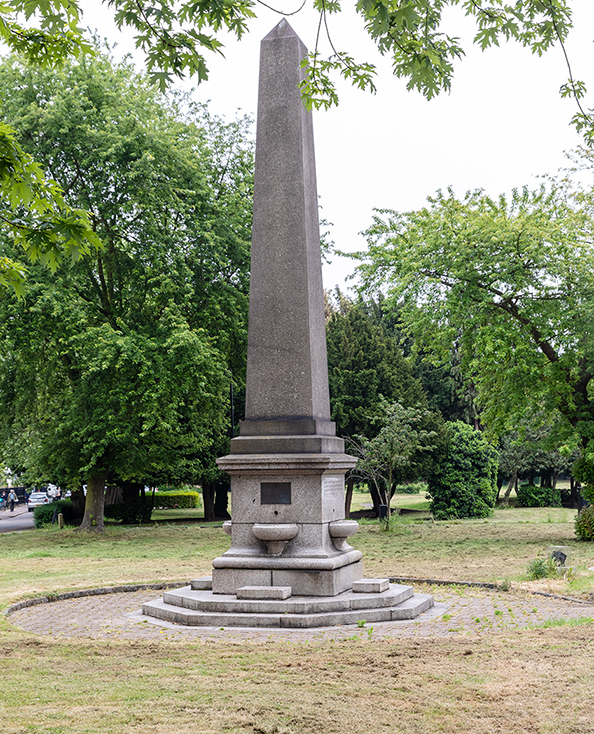
Памятник Кэтрин Смитис в Вуд-Грин

В 1812 году она вышла замуж за Джеймса Смитиса в церкви Святого Петра в Лидсе. Её сын, Томас Байуотер Смитис, второй из десяти детей, родился в 1817 году.
После смерти мужа она переехала в Лондон, чтобы жить с Томасом в Эрлхэм Гроув Хаус. В 1860-х годах Смитис написала книгу «Уроки доброты к животным для матери», которая была опубликована в нескольких томах. В 1870 году вместе с Анжелой Бердетт-Куттс она основала Женский комитет при RSPCA. В 1875 году она основала первую группу милосердия.
Смитис умерла в 1877 году; на смертном одре она заявила: «учение детей быть добрыми и милосердными к низшим созданиям Бога готовит путь для Евангелия Христа». Она была похоронена на кладбище Эбни-Парк в Сток-Ньюингтоне вместе со своим сыном Томасом (умершим в 1883 году). На её похоронах был сформирован почётный караул из служащих RSPCA в форме.
После её смерти Смитис была увековечена Томасом в выпуске № 281 журнала The British Workman. Семья и друзья Смитис установили обелиск и общественный питьевой фонтанчик в Вуд-Грин, Лондон, в качестве памятника.